# Witrugaasgarnaal
De witrugaasgarnaal (Leptomysis lingvura) is een aasgarnalensoort uit de familie van de Mysidae. De wetenschappelijke naam van de soort werd in 1866 voor het eerst geldig gepubliceerd door Georg Ossian Sars als Mysis lingvura.